# Tronzano Lago Maggiore
Tronzano Lago Maggiore é uma comuna italiana da região da Lombardia, província de Varese, com cerca de 257 habitantes. Estende-se por uma área de 11 km², tendo uma densidade populacional de 23 hab/km². Faz fronteira com Cannobio (VB), Maccagno, Pino sulla Sponda del Lago Maggiore.

## Demografia
| Variação demográfica do município entre 1861 e 2011                               |
|                                                                                   |
| Fonte: Istituto Nazionale di Statistica (ISTAT) - Elaboração gráfica da Wikipedia |